# Llista d'asteroides/93901–94000
| Nom     | Designació provisional | Data de descobriment | Lloc de descobriment | Descobridor/s |
| ------- | ---------------------- | -------------------- | -------------------- | ------------- |
| 93901 - | 2000 WN147             | 28 de novembre, 2000 | Kitt Peak            | Spacewatch    |
| 93902 - | 2000 WT148             | 28 de novembre, 2000 | Haleakala            | NEAT          |
| 93903 - | 2000 WT149             | 28 de novembre, 2000 | Kitt Peak            | Spacewatch    |
| 93904 - | 2000 WY150             | 19 de novembre, 2000 | Socorro              | LINEAR        |
| 93905 - | 2000 WX151             | 29 de novembre, 2000 | Haleakala            | NEAT          |
| 93906 - | 2000 WJ153             | 29 de novembre, 2000 | Socorro              | LINEAR        |
| 93907 - | 2000 WW153             | 30 de novembre, 2000 | Socorro              | LINEAR        |
| 93908 - | 2000 WE154             | 30 de novembre, 2000 | Socorro              | LINEAR        |
| 93909 - | 2000 WF154             | 30 de novembre, 2000 | Socorro              | LINEAR        |
| 93910 - | 2000 WZ155             | 30 de novembre, 2000 | Socorro              | LINEAR        |
| 93911 - | 2000 WF156             | 30 de novembre, 2000 | Socorro              | LINEAR        |
| 93912 - | 2000 WE157             | 30 de novembre, 2000 | Socorro              | LINEAR        |
| 93913 - | 2000 WO157             | 30 de novembre, 2000 | Socorro              | LINEAR        |
| 93914 - | 2000 WV157             | 30 de novembre, 2000 | Socorro              | LINEAR        |
| 93915 - | 2000 WX157             | 30 de novembre, 2000 | Socorro              | LINEAR        |
| 93916 - | 2000 WG158             | 30 de novembre, 2000 | Socorro              | LINEAR        |
| 93917 - | 2000 WV158             | 30 de novembre, 2000 | Haleakala            | NEAT          |
| 93918 - | 2000 WW159             | 20 de novembre, 2000 | Anderson Mesa        | LONEOS        |
| 93919 - | 2000 WJ160             | 20 de novembre, 2000 | Anderson Mesa        | LONEOS        |
| 93920 - | 2000 WN160             | 20 de novembre, 2000 | Socorro              | LINEAR        |
| 93921 - | 2000 WQ160             | 20 de novembre, 2000 | Socorro              | LINEAR        |
| 93922 - | 2000 WF161             | 20 de novembre, 2000 | Anderson Mesa        | LONEOS        |
| 93923 - | 2000 WM161             | 20 de novembre, 2000 | Anderson Mesa        | LONEOS        |
| 93924 - | 2000 WO161             | 20 de novembre, 2000 | Anderson Mesa        | LONEOS        |
| 93925 - | 2000 WC162             | 20 de novembre, 2000 | Anderson Mesa        | LONEOS        |
| 93926 - | 2000 WF162             | 20 de novembre, 2000 | Anderson Mesa        | LONEOS        |
| 93927 - | 2000 WW162             | 20 de novembre, 2000 | Anderson Mesa        | LONEOS        |
| 93928 - | 2000 WA163             | 20 de novembre, 2000 | Anderson Mesa        | LONEOS        |
| 93929 - | 2000 WM163             | 21 de novembre, 2000 | Socorro              | LINEAR        |
| 93930 - | 2000 WE164             | 21 de novembre, 2000 | Socorro              | LINEAR        |
| 93931 - | 2000 WY164             | 22 de novembre, 2000 | Haleakala            | NEAT          |
| 93932 - | 2000 WL165             | 23 de novembre, 2000 | Haleakala            | NEAT          |
| 93933 - | 2000 WC166             | 24 de novembre, 2000 | Anderson Mesa        | LONEOS        |
| 93934 - | 2000 WC167             | 24 de novembre, 2000 | Anderson Mesa        | LONEOS        |
| 93935 - | 2000 WE168             | 25 de novembre, 2000 | Socorro              | LINEAR        |
| 93936 - | 2000 WH170             | 24 de novembre, 2000 | Anderson Mesa        | LONEOS        |
| 93937 - | 2000 WM170             | 24 de novembre, 2000 | Anderson Mesa        | LONEOS        |
| 93938 - | 2000 WH171             | 24 de novembre, 2000 | Kitt Peak            | Spacewatch    |
| 93939 - | 2000 WO171             | 25 de novembre, 2000 | Socorro              | LINEAR        |
| 93940 - | 2000 WW171             | 25 de novembre, 2000 | Socorro              | LINEAR        |
| 93941 - | 2000 WF172             | 25 de novembre, 2000 | Socorro              | LINEAR        |
| 93942 - | 2000 WK172             | 25 de novembre, 2000 | Socorro              | LINEAR        |
| 93943 - | 2000 WR172             | 25 de novembre, 2000 | Socorro              | LINEAR        |
| 93944 - | 2000 WV172             | 25 de novembre, 2000 | Socorro              | LINEAR        |
| 93945 - | 2000 WC174             | 26 de novembre, 2000 | Socorro              | LINEAR        |
| 93946 - | 2000 WW174             | 26 de novembre, 2000 | Socorro              | LINEAR        |
| 93947 - | 2000 WQ175             | 26 de novembre, 2000 | Socorro              | LINEAR        |
| 93948 - | 2000 WK177             | 27 de novembre, 2000 | Socorro              | LINEAR        |
| 93949 - | 2000 WZ178             | 30 de novembre, 2000 | Gnosca               | S. Sposetti   |
| 93950 - | 2000 WB179             | 25 de novembre, 2000 | Socorro              | LINEAR        |
| 93951 - | 2000 WT179             | 26 de novembre, 2000 | Socorro              | LINEAR        |
| 93952 - | 2000 WK181             | 30 de novembre, 2000 | Anderson Mesa        | LONEOS        |
| 93953 - | 2000 WY181             | 25 de novembre, 2000 | Socorro              | LINEAR        |
| 93954 - | 2000 WQ182             | 20 de novembre, 2000 | Anderson Mesa        | LONEOS        |
| 93955 - | 2000 WT183             | 30 de novembre, 2000 | Anderson Mesa        | LONEOS        |
| 93956 - | 2000 WM184             | 30 de novembre, 2000 | Anderson Mesa        | LONEOS        |
| 93957 - | 2000 WM186             | 27 de novembre, 2000 | Socorro              | LINEAR        |
| 93958 - | 2000 WP187             | 16 de novembre, 2000 | Anderson Mesa        | LONEOS        |
| 93959 - | 2000 WR187             | 16 de novembre, 2000 | Anderson Mesa        | LONEOS        |
| 93960 - | 2000 WE191             | 19 de novembre, 2000 | Anderson Mesa        | LONEOS        |
| 93961 - | 2000 WF191             | 19 de novembre, 2000 | Anderson Mesa        | LONEOS        |
| 93962 - | 2000 WG192             | 19 de novembre, 2000 | Anderson Mesa        | LONEOS        |
| 93963 - | 2000 XE                | 1 de desembre, 2000  | Farpoint             | G. Hug        |
| 93964 - | 2000 XL2               | 4 de desembre, 2000  | Haleakala            | NEAT          |
| 93965 - | 2000 XL3               | 1 de desembre, 2000  | Socorro              | LINEAR        |
| 93966 - | 2000 XU3               | 1 de desembre, 2000  | Socorro              | LINEAR        |
| 93967 - | 2000 XA4               | 1 de desembre, 2000  | Socorro              | LINEAR        |
| 93968 - | 2000 XO5               | 1 de desembre, 2000  | Socorro              | LINEAR        |
| 93969 - | 2000 XQ5               | 1 de desembre, 2000  | Socorro              | LINEAR        |
| 93970 - | 2000 XR6               | 1 de desembre, 2000  | Socorro              | LINEAR        |
| 93971 - | 2000 XS6               | 1 de desembre, 2000  | Socorro              | LINEAR        |
| 93972 - | 2000 XF7               | 1 de desembre, 2000  | Socorro              | LINEAR        |
| 93973 - | 2000 XR7               | 1 de desembre, 2000  | Socorro              | LINEAR        |
| 93974 - | 2000 XT7               | 1 de desembre, 2000  | Socorro              | LINEAR        |
| 93975 - | 2000 XC8               | 1 de desembre, 2000  | Socorro              | LINEAR        |
| 93976 - | 2000 XT8               | 1 de desembre, 2000  | Socorro              | LINEAR        |
| 93977 - | 2000 XV8               | 1 de desembre, 2000  | Socorro              | LINEAR        |
| 93978 - | 2000 XT9               | 1 de desembre, 2000  | Socorro              | LINEAR        |
| 93979 - | 2000 XF11              | 1 de desembre, 2000  | Socorro              | LINEAR        |
| 93980 - | 2000 XP11              | 4 de desembre, 2000  | Socorro              | LINEAR        |
| 93981 - | 2000 XU11              | 4 de desembre, 2000  | Socorro              | LINEAR        |
| 93982 - | 2000 XZ11              | 4 de desembre, 2000  | Socorro              | LINEAR        |
| 93983 - | 2000 XK12              | 4 de desembre, 2000  | Socorro              | LINEAR        |
| 93984 - | 2000 XT12              | 4 de desembre, 2000  | Socorro              | LINEAR        |
| 93985 - | 2000 XU15              | 1 de desembre, 2000  | Socorro              | LINEAR        |
| 93986 - | 2000 XZ15              | 1 de desembre, 2000  | Socorro              | LINEAR        |
| 93987 - | 2000 XB16              | 1 de desembre, 2000  | Socorro              | LINEAR        |
| 93988 - | 2000 XC16              | 1 de desembre, 2000  | Socorro              | LINEAR        |
| 93989 - | 2000 XT16              | 1 de desembre, 2000  | Socorro              | LINEAR        |
| 93990 - | 2000 XZ16              | 1 de desembre, 2000  | Socorro              | LINEAR        |
| 93991 - | 2000 XM17              | 1 de desembre, 2000  | Socorro              | LINEAR        |
| 93992 - | 2000 XO17              | 1 de desembre, 2000  | Socorro              | LINEAR        |
| 93993 - | 2000 XX17              | 4 de desembre, 2000  | Socorro              | LINEAR        |
| 93994 - | 2000 XW18              | 4 de desembre, 2000  | Socorro              | LINEAR        |
| 93995 - | 2000 XA19              | 4 de desembre, 2000  | Socorro              | LINEAR        |
| 93996 - | 2000 XO19              | 4 de desembre, 2000  | Socorro              | LINEAR        |
| 93997 - | 2000 XT19              | 4 de desembre, 2000  | Socorro              | LINEAR        |
| 93998 - | 2000 XL20              | 4 de desembre, 2000  | Socorro              | LINEAR        |
| 93999 - | 2000 XZ20              | 4 de desembre, 2000  | Socorro              | LINEAR        |
| 94000 - | 2000 XK21              | 4 de desembre, 2000  | Socorro              | LINEAR        |